# Bob Foster (Rennfahrer)
A. Robert „Bob“ Foster (* 16. März 1911 in Gloucestershire, England; † 22. März 1982) war ein britischer Motorradrennfahrer.
In der Saison 1950 gewann er auf Velocette den WM-Titel in der 350-cm³-Klasse der Motorrad-Weltmeisterschaft.

## Karriere
Bob Foster begann seine Rennsportkarriere in den 1930er Jahren. 1935 wurde er auf New Imperial beim Ulster Grand Prix in Nordirland hinter dem Deutschen DKW-Piloten Arthur Geiss Vize-Europameister in der 250-cm³-Klasse. Im Jahr 1936 konnte er seinen ersten Sieg bei der legendären Tourist Trophy auf der Isle of Man erringen. Er siegte auf New Imperial vor Henry Tyrell-Smith im Rennen der Lightweight TT (250-cm³-Klasse) mit einem neuen Rundenrekord von 74,28 mph.
Nach dem Ende des Zweiten Weltkrieges, der Foster gezwungen hatte, seine Karriere zu unterbrechen, gewann der Brite 1947 bei der ersten Auflage nach Kriegsende die Junior TT in der 350-cm³-Klasse auf Velocette.
Ab 1949 startete Bob Foster für Velocette auch in der 350-cm³-Klasse der neu geschaffenen Motorrad-Weltmeisterschaft. Im ersten Jahr belegte er hinter seinem Markenkollegen Freddie Frith und dem A.J.S.-Piloten Reg Armstrong den dritten WM-Rang.
In der Saison 1950 gewann Foster mit den Rennen in Belgien und in den Niederlanden sowie dem Ulster Grand Prix drei der vier WM-Rennen, bei denen er antrat. Der Brite sicherte sich so, mit 30 von 32 möglichen Punkten, vor dem Norton-Piloten Geoff Duke den 350er-WM-Titel.
Nach dem Gewinn der Weltmeisterschaft beendete Bob Foster seine Karriere in der Motorrad-WM und konzentrierte sich auf die Arbeit in seinem Moto-Guzzi-Geschäft in Parkstone, Dorset. Trotzdem kehrte er 1951 noch einmal zurück und belegte auf seiner treuen Velo im Rennen der Junior TT den sechsten Platz.
In seiner Karriere nahm Bob Foster an acht Motorrad-Grand-Prix teil, dabei konnte er drei Siege und insgesamt sechs Podiumsplatzierungen feiern. Außerdem konnte er zwei Klassensiege bei der Tourist Trophy feiern.

## Statistik

### Erfolge
- 1935 – 350-cm³-Vize-Europameister auf New Imperial
- 1950 – 350-cm³-Weltmeister auf Velocette

### Isle-of-Man-TT-Siege
| Jahr | Klasse                | Maschine     | Durchschnittsgeschwindigkeit |
| ---- | --------------------- | ------------ | ---------------------------- |
| 1936 | Lightweight (250 cm³) | New Imperial | 74,28 mph (119,54 km/h)      |
| 1947 | Junior (350 cm³)      | Velocette    | 80,31 mph (129,25 km/h)      |

### North-West-200-Siege
| Jahr | Klasse  | Maschine | Durchschnittsgeschwindigkeit |
| ---- | ------- | -------- | ---------------------------- |
| 1938 | 350 cm³ | A.J.S.   | 69,46 mph (111,79 km/h)      |

### In der Motorrad-Weltmeisterschaft
| Saison | Klasse  | Motorrad  | Rennen | Siege | Podien | Punkte | Ergebnis    |
| ------ | ------- | --------- | ------ | ----- | ------ | ------ | ----------- |
| 1949   | 350 cm³ | Velocette | 3      | –     | 2      | 16,5   | 3.          |
| 1950   | 350 cm³ | Velocette | 4      | 3     | 4      | 30     | Weltmeister |
| 1951   | 350 cm³ | Velocette | 1      | –     | –      | 1      | 16.         |
| Gesamt | Gesamt  | Gesamt    | 8      | 3     | 6      | 47,5   |             |